# Красій Кирило Володимирович
Кири́ло Володи́мирович Красій (нар. 9 січня 1973, Одеса, Українська РСР, СРСР) — український футзаліст і головний тренер литовського «Жальгіріса». Майстер спорту України.

## Біографія
Вихованець одеського «Локомотива». Перший тренер - Юхим Матвійович Шафір.
Друг Красія Павло Ардаковський запросив його на відбір у перший професійний одеський футзальний клуб «Одеса-Норд». За декілька днів було переглянуто більше 100 гравців і його було обрано до команди. Тож 1993 року він почав свою професійну кар'єру у «Одесі-Норд» (1995 року команда була перейменована в «Локомотив»). Згодом Красій привів у команду її майбутнього головного тренера Валерія Водяна. У складі «залізничників» в сезоні 1993/94 став бронзовим призером першості України і завоював путівку у вищу лігу. В сезоні 1995/96 став чемпіоном країни. На чемпіонському бенкеті оголосив, що залишає команду, оскільки дуже втомився від минулого сезону і треба було надолужувати навчання в інституті.
У 1995 році залучався до збірної України.
Після річної (1996-1997) перерви повернувся у футзалу, виступав у складі іллічівської команди вищої ліги «Море», був її капітаном. У сезоні 1999/2000 «Море» не потрапив у фінальний етап чемпіонату і Красій отримав запрошення від донецького «Укрсплава». На фініші сезону він допоміг донеччанам і підписав з клубом повноцінний контракт. Під час одної з ігор після уколу втратив свідомість у роздягальні. Попри те, що у Красія ще залишалося 1,5 роки контракту з «Укрсплавом», клуб в односторонньому порядку розірвав угоду посилаючись на проблеми гравця із серцем.
Після того захищав кольори одеських першолігових клубів «Чорне море-СКА» і СКА. 2001 року у складі збірної України, куди був запрошений як гравець СКА, став срібним призером на першості Збройних сил СНД, що проходила у Самарі.
Після СКА грав за ЧРТ і в одному з матчів чемпіонату міста забив «Атлетику» чотири м'ячі. Після цього отримав запрошення від цієї команди і у 2002 році очолив її у ролі тренера-гравця. З «Атлетиком» у сезоні 2003/04 завоював срібні медалі першої ліги і путівку до вищого дивізіону, однак через фінансові труднощі команда була змушена відмовитися від підвищення в класі, припинивши своє існування.
З 2004 року грає і тренує аматорські клуби Одеси: «Ніка» (2004-2005), «Торнадо» (2005-2006), «Марріон» (2006-2007), «Перемога» (2007-2009), «Марс» (2009-2012), «Динамо» (2010-2011), «Експрес-Мед» (ветерани) (2012-2013), «Експрес-Мед» (молодіжна команда «Uni-Laman») (2015-2016). Неодноразово визнавався найкращим тренером чемпіонату міста і бізнес-ліги.  Є автором унікального досягнення: виграв п'ять розіграшів Кубка Одеси з чотирма різними командами - «Атлетиком» (2001, 2002), «Дежавю» (2003), «Торнадо» (2005), «Марріоном» (2006). При цьому «Атлетиком», «Торнадо» і «Марріоном» керував у ролі граючого головного тренера.
Один з найкращих бомбардирів в історії офіційних аматорських змагань Одеси: має в своєму активі більше 300 забитих м'ячів та входить у «Клуб бомбардирів 100 Богдана Смішка».

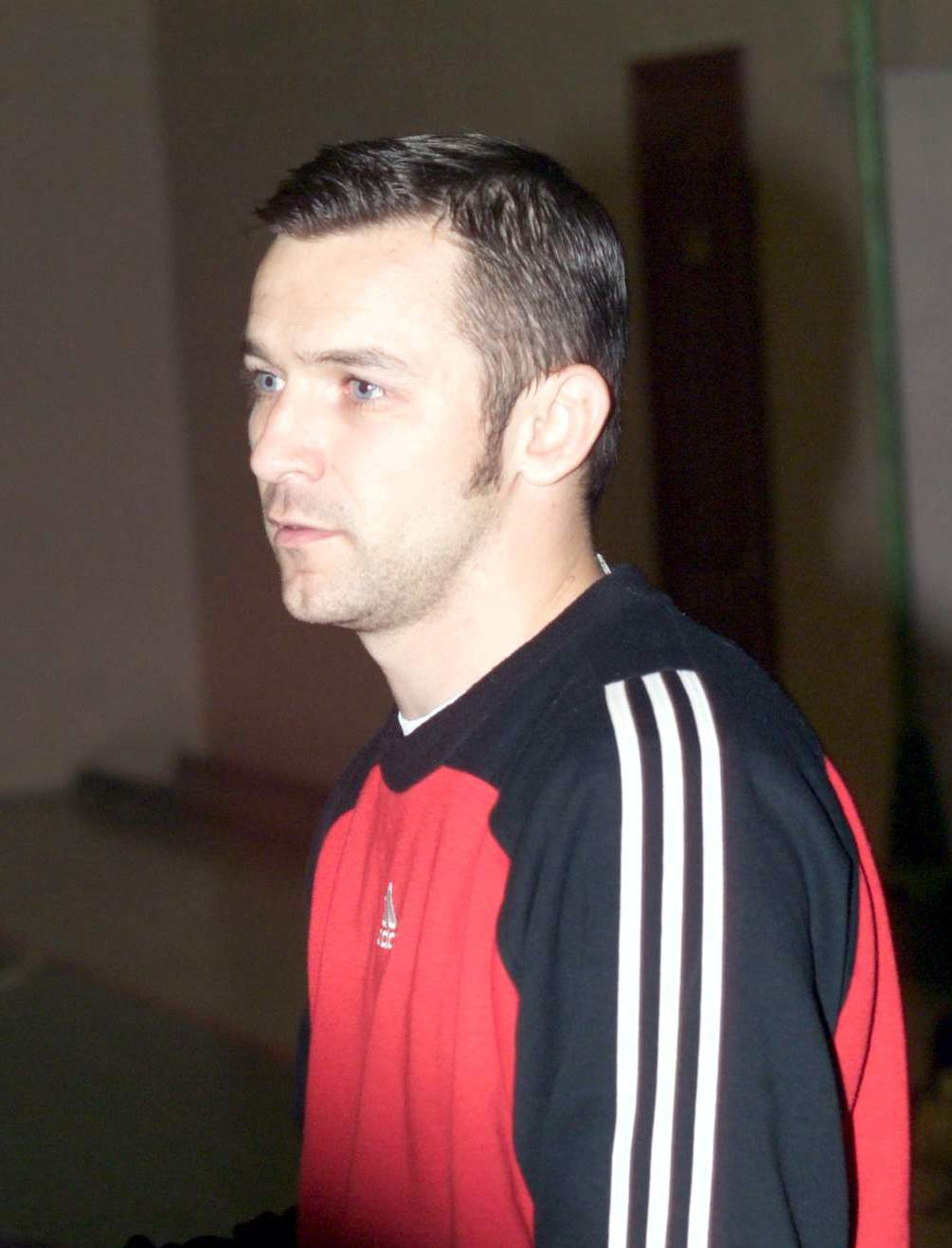
Кирило Красій у 2008 році

У ролі граючого головного тренера переможець Гран-Прі Одеси (етап чемпіонату України) (2007 — «Марріон») і у ролі головного тренера володар Кубка України (2008 — «Глорія») з пляжного футболу.
Виступав за футзальну команду ветеранського клубу «Рішельє». У складі «Чорного моря» ставав бронзовим призером чемпіонату України серед ветеранів 35+, а у складі київського «Грін Банку» - чемпіоном України серед ветеранів 40+.
У березні 2016 року газета «Время спорта» заснувала «Клуб бомбардирів 100 Кирила Красія», пропускний квиток в який будуть автоматично отримувати футзалісти, які подолали позначку в сто забитих за одеські команди м'ячів у першій лізі України, і «Клуб бомбардирів 100+100 Кирила Красія», в який будуть включатися одеські футзалісти, які забили по сто м'ячів і у вищій, і в першій лігах чемпіонату країни. Красій перший і поки єдиний, кому підкорилося подвійне досягнення: в його активі 106 голів у вищій лізі і 101 в першій.
4 жовтня 2017 року був призначений виконувачем обов'язки головного тренера одеського клубу української екстра-ліги «Епіцентр К Авангард», а пізніше став повноцінним головним тренером команди.
24 листопада 2018 року після поразки у домашньому матчі 9 туру Екстра-ліги від івано-франківського «Урагану» (1:5) Красій оголосив, що подає у відставку.
На початку 2019 року став асистентом головного тренера збірної Литви.
2 листопада 2019 року очолив литовський клуб «Вітіс».
В кінці травня 2021 року з особистих причин розірвав контракт зі збірною Литви.
Після двох поспіль «золотих дублів» залишив «Жальгіріс» (таку назву отримав очолюваний ним «Вітіс»).

## Титули і досягнення

### Як гравця

#### Командні
«Локомотив» (Одеса)
- Вища ліга
  -  Чемпіон (1): 1995/96

- Кубок України з футзалу
  -  Володар (1): 1995/96

- Перша ліга
  -  Бронзовий призер (1): 1993/94

«Глорія»
- Володар Кубка України з пляжного футболу (1): 2008

«Атлетик»
- Перша ліга
  -  Срібний призер: 2003/04

- Чемпіон України з футзалу серед ветеранів 40+: 2014
- Бронзовий призер чемпіонату України з футзалу серед ветеранів 35+: 2008
- Бронзовий призер Бізнес-ліги України (суперліга): 2008
- Бронзовий призер  міжнародного турніру «Біла акація»: 2003, 2004
- Бронзовий призер міжнародного турніру «Кубок Водяна»: 2003
- Володар Кубка Одеси з футзалу: 2001, 2002, 2003, 2005, 2006
- Чемпіон Бізнес-ліги Одеси (прем'єр-ліга): 2007, 2008
- Срібний призер чемпіонату Одеської області з футзалу: 1997
- Срібний призер чемпіонату Одеси з футзалу: 2001
- Бронзовий призер чемпіонату Одеси з футзалу: 2010
- Чемпіон Одеси з футзалу серед ветеранів 35+: 2009 2012
- Срібний призер чемпіонату Одеси з футзалу серед ветеранів 35+: 2011
- Бронзовий призер чемпіонату Одеси з футзалу серед ветеранів 35+: 2013
- Фіналіст Кубка Одеси з футзалу серед ветеранів 35+: 2013, 2014
- Переможець Гран-Прі Одеси з пляжного футболу: 2007

#### Особисті
- Найкращий бомбардир першої ліги чемпіонату України з футзалу: 2003/04
- Найкращий бомбардир чемпіонату Одеси з футзалу: 2001
- Найкращий гравець Кубка Одеси з футзалу: 2004
- Найкращий гравець чемпіонату Одеси з футзалу: 2005
- Найкращий гравець чемпіонату Одеси за системою «гол+пас»: 2005
- Найкращий бомбардир Кубка Одеси з футзалу (2): 2001, 2002
- Найкращий бомбардир Суперкубка Одеси з футзалу: 2005
- Найкращий гравець Майстер-ліги Одеси з футзалу: 2010
- Найкращий бомбардир Майстер-ліги Одеси (ветерани 35+) з футзалу: 2010
- Найкращий гравець Майстер-ліги Одеси з футзалу за системою «гол+пас»: 2010
- Член «Клубу бомбардирів 100 Богдана Смішка» (№7)
- Найкращий тренер чемпіонату Одеси з футзалу: 2006
- Найкращий тренер Бізнес-ліги Одеси (2): 2007, 2008
- Найкращий тренер чемпіонату Одеси з футзалу серед ветеранів 35+: 2013

### Як тренера
«Жальгіріс»
- А-ліга
  -  Чемпіон (2): 2019/20, 2020/21

- Кубок Литви
  -  Володар (2): 2019/20, 2020/21

## Нагороди
- Медаль Асоціації міні-футболу Одеської області «За відданість міні-футболу і популяризацію цього виду спорту на футбольних полях України та області» (2003)

## Статистика виступів

### Клубна
| Сезон                  | Команда                | Чемпіонат              | Чемпіонат | Чемпіонат | Кубок | Кубок | Кубок | Загалом | Загалом |
| Сезон                  | Команда                | Змаг.                  | Матчі     | Голи      | Змаг. | Матчі | Голи  | Матчі   | Голи    |
| ---------------------- | ---------------------- | ---------------------- | --------- | --------- | ----- | ----- | ----- | ------- | ------- |
| 1993-1994              | «Одеса-Норд»           | Перша ліга             | 23        | 15        | КУ    | 3     | 2     | 26      | 17      |
| 1994-1995              | «Локомотив» (Одеса)    | Вища ліга              | 22        | 25        | КУ    | 4     | 1     | 26      | 26      |
| 1995-1996              | «Локомотив» (Одеса)    | Вища ліга              | 23        | 14        | КУ    | 8     | 2     | 31      | 16      |
| Загалом за «Локомотив» | Загалом за «Локомотив» | Загалом за «Локомотив» | 68        | 54        |       | 15    | 5     | 83      | 59      |
| 1997-1998              | «Море»                 | Вища ліга              | 27        | 23        | КУ    | 4     | 3     | 31      | 26      |
| 1998-1999              | «Море»                 | Вища ліга              | 25        | 18        | КУ    | 5     | 5     | 30      | 23      |
| 1999-2000              | «Море»                 | Вища ліга              | 23        | 22        | КУ    | 3     | 3     | 26      | 25      |
| Загалом за «Море»      | Загалом за «Море»      | Загалом за «Море»      | 75        | 63        |       | 12    | 11    | 87      | 74      |
| 1999-2000              | «Укрсплав»             | Вища ліга              | 14        | 3         | КУ    | 0     | 0     | 14      | 3       |
| 2000-2001              | «Укрсплав»             | Вища ліга              | 4         | 1         | КУ    | 0     | 0     | 4       | 1       |
| Загалом за «Укрсплав»  | Загалом за «Укрсплав»  | Загалом за «Укрсплав»  | 18        | 4         |       | 0     | 0     | 18      | 4       |
| 2000-2001              | «Чорне море-СКА»       | Перша ліга             | 13        | 19        | КУ    | 0     | 0     | 13      | 19      |
| 2001-2002              | СКА                    | Перша ліга             | 13        | 25        | КУ    | 1     | 2     | 14      | 27      |
| 2002-2003              | «Атлетик»              | Перша ліга             | 17        | 15        | КУ    | 2     | 3     | 19      | 18      |
| 2003-2004              | «Атлетик»              | Перша ліга             | 23        | 27        | КУ    | 3     | 5     | 26      | 32      |
| Загалом за «Атлетик»   | Загалом за «Атлетик»   | Загалом за «Атлетик»   | 40        | 42        |       | 5     | 8     | 45      | 50      |
| Усього за кар'єру      | Усього за кар'єру      | Усього за кар'єру      | 227       | 207       |       | 33    | 26    | 260     | 233     |